# 복원력
복원력(復元力, 영어: restoring force)은 평형을 이루고 있는 계에서 외력에 의해 평형이 깨어졌을 때 원래 상태로 돌아가려는 힘을 말한다.
복원력이 작용하는 대표적인 예로는 용수철의 운동이 있다. 만약 용수철을 잡아당겨서 늘릴경우 늘린 방향의 반대 방향으로 변화를 복원하려는 힘이 발생하며, 이 힘은 잡아당겨서 늘린 길이에 비례하며 다음과 같이 나타낸다.
{\displaystyle F=-k\Delta x}
F는 복원력, k는 용수철 상수(용수철의 고유한 값이며 용수철의 종류에 따라 달라진다), Δx는 변화시킨 용수철의 길이이다.
또 다른 예로는 진자의 운동이 있다. 진자가 흔들리지 않고 정지상태에 있을 경우 진자에 가해지는 중력과 장력은 평형을 이루어 진자가 정지할 수 있도록 한다. 하지만 진자가 움직일 경우, 중력과 장력 사이의 평형은 깨어지며 복원력이 작용하여 진자가 흔들리게 된다.
이를 일반화하면
{\displaystyle F=-k\Delta x}
가 맞긴 하지만, 여기서의 k(복원력상수)는
{\displaystyle k=m\omega ^{2}}
가 된다.